# انتخابات ریاست‌جمهوری فرانسه (۲۰۱۲)
انتخابات یازدهمین دورهٔ ریاست‌جمهوری فرانسه برای دوره‌ای پنج‌ساله برگزار شد. در این انتخابات فرانسوا اولاند نامزد حزب سوسیالیست در ۶ مه ۲۰۱۲ و در دور دوم برگزیده شد. سوسیالیست‌ها پس از ۱۷ سال دوباره در فرانسه به قدرت رسیدند.
در این انتخابات سارکوزی رئیس‌جمهور فرانسه با نه نامزد دیگر رقابت کرد و در شمارش آرای دور نخست این انتخابات که در ساعت هشت روز ۲۳ آوریل ۲۰۱۲ اعلام شد و او با کسب ۲۷٫۱ درصد کل آرا به همراه فرانسوا اولاند (با کسب ۲۸٫۶ درصد کل آرا) و به دور بعدی راه پیدا کردند.
در دور دوم و در رقابتی تنگاتنگ میان دو نامزد، اولاند سوسیالیست در انتخابات به پیروزی رسید.

## نتیجه
نتیجهٔ انتخابات
| نامزد | نامزد               | حزب                      | دور نخست   | دور نخست | دور دوم    | دور دوم |
| نامزد | نامزد               | حزب                      | رای        | ٪        | رای        | ٪       |
| --- | ------------------- | ------------------------ | ---------- | -------- | ---------- | ------- |
| | فرانسوا اولاند      | حزب جامعه‌گرا             | ۱۰٬۲۷۳٬۵۸۲ | ۲۸٫۶۳%   | ۱۸٬۰۰۰٬۴۳۸ | ۵۱٫۶۲%  |
| | نیکولا سارکوزی      | همبستگی برای جنبشی مردمی | ۹٬۷۵۳٬۸۴۴  | ۲۷٫۱۸%   | ۱۶٬۸۶۹٬۳۷۱ | ۴۸٫۳۸%  |
| | مارین لوپن          | جبههٔ ملی                 | ۶٬۴۲۱٬۷۷۳  | ۱۷٫۹۰%   |            |         |
| | ژان لوک ملانشن      | جبههٔ چپ‌گرا               | ۳٬۹۸۵٬۲۹۸  | ۱۱٫۱۱%   |            |         |
| | فرانسوا بایرو       | جنبش دموکرات             | ۳٬۲۷۵٬۳۴۹  | ۹٫۱۳%    |            |         |
| | اوا ژولی            | حزب سبز                  | ۸۲۸٬۴۵۱    | ۲٫۳۱%    |            |         |
| | نیلکلا دوپون انیان  | طلوع جمهوری              | ۶۴۴٬۰۸۶    | ۱٫۷۹%    |            |         |
| | فیلیپ پوتو          | حزب نو ضدسرمایه‌داری      | ۴۱۱٬۱۷۸    | ۱٫۱۵%    |            |         |
| | ناتالی آرتو         | حزب کارگر                | ۲۰۲٬۵۶۲    | ۰٫۵۶%    |            |         |
| | ژاک شومیناد         | اتحاد و پیشرفت           | ۸۹٬۵۷۲     | ۰٫۲۵%    |            |         |
| |                     |                          |            |          |            |         |
| مجموع | مجموع               | مجموع                    | ۳۵٬۸۸۵٬۷۳۹ | ۱۰۰٪     | ۳۴٬۸۶۹٬۸۰۹ | ۱۰۰٪    |
| |                     |                          |            |          |            |         |
| رای‌های درست | رای‌های درست         | رای‌های درست              | ۳۵٬۸۸۵٬۷۳۹ | ۹۸٫۰۹%   | ۳۴٬۸۶۹٬۸۰۹ | ۹۴٫۲۰%  |
| رای‌های سپید و باطله | رای‌های سپید و باطله | رای‌های سپید و باطله      | ۷۰۰٬۱۱۹    | ۱٫۹۱%    | ۲٬۱۴۷٬۱۷۳  | ۵٫۸۰%   |
| رای‌های گرفته/مشارکت | رای‌های گرفته/مشارکت | رای‌های گرفته/مشارکت      | ۳۶٬۵۸۵٬۸۵۸ | ۷۹٫۴۷%   | ۳۷٬۰۱۶٬۹۸۲ | ۸۰٫۳۴%  |
| رای‌ندادگان | رای‌ندادگان          | رای‌ندادگان               | ۹٬۴۵۱٬۶۸۷  | ۲۰٫۵۳%   | ۹٬۰۵۶٬۱۸۳  | ۱۹٫۶۶%  |
| واجدان | واجدان              | واجدان                   | ۴۶٬۰۳۷٬۵۴۵ |          | ۴۶٬۰۷۳٬۱۶۵ |         |
| Table of results – ordered by number of votes received in first round, official results by []. فهرست منبع‌ها: منبع نتیجهٔ دور نخست: Ministère de l'Intérieur - First Round منبع نتیجهٔ دور دوم: |                     |                          |            |          |            |         |